# Gisela (hija de Ludovico Pío)
Gisela (c. 821)  fue la hija más joven del emperador Ludovico Pío y de su segunda mujer, Judith de Baviera.

## Biografía
Gisela se casó con Everardo del Friul hacia el año 836. Su dote consistía en ricos dominios, entre ellos los dominios reales de Cysoing, situado en el centro del condado de Pévèle. Cysoing era uno de los mejores feudos de la región y se convirtió en la residencia regular del matrimonio. En él fundaron un monasterio, pero este no se completó hasta después de su muerte. La pareja tuvo nueve hijos: Eberhard, Berengar, Adalard, Unroch, Rudolph, Heilwig, Judith, Gisela e Ingeltrud.
- Everardo (c. 837-840)
- Ingeltrude (837/840-870), posible esposa de Enrique de Franconia
- Unruoch III de Friuli (c. 840-874)
- Berengario de Friuli (c. 840-924)
- Adelardo (fallecido en 824), abad de 852-864 de la abadía de Saint-Amand-les-Eaux;
- Rodolfo (fallecido en 892)
- Heilwig (fallecida en 895)
- Gisela (fallecida en 863)
- Giuditta (Judith), esposa de Arnulfo I de Baviera primero y de Conrado II de Borgoña después.

Le concedieron el patronato del monasterio de San Salvador, en Brescia, como sucesora de Ermengarda de Tours, hija de Lotario I. Por un tiempo fue a la vez abadesa y rectora. Este monasterio había sido fundado por Desiderio y su construcción no se concluyó hasta 1599. También donó a la iglesia el mosaico que todavía existe en la catedral de Aquilea. Este representa algo novedoso en la época, una crucifixión, la Virgen, San Jorge, un retrato de Gisela y numerosas figuras alegóricas. Se dedicó también a la educación de sus hijos.
Uno de sus hijos, Berengario del Friul, llegó a ser rey de Italia y emperador del Sacro Imperio Romano Germánico. Enrique I el Pajarero, nieto de su hija Ingeltrude, dio inicio a la dinastía otoniana de reyes alemanes.